# Tom Barlow

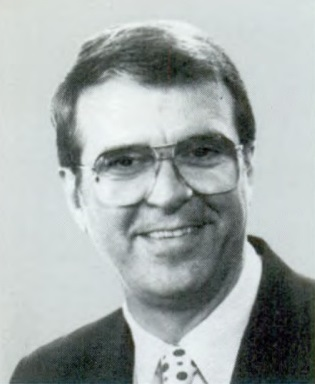
Tom Barlow (1993)

Thomas Jefferson „Tom“ Barlow III (* 7. August 1940 in Washington, D.C.; † 31. Januar 2017 in Paducah, Kentucky) war ein US-amerikanischer Politiker. Zwischen 1993 und 1995 vertrat er den Bundesstaat Kentucky im US-Repräsentantenhaus.

## Werdegang
Tom Barlow besuchte bis 1962 das Haverford College in Pennsylvania. Danach arbeitete er unter anderem als Bankier und als Wirtschaftsunternehmer. Zwischen 1971 und 1982 war er umweltpolitischer Berater des Natural Resources Defense Council. Politisch schloss er sich der Demokratischen Partei an. Im Jahr 1986 kandidierte er noch erfolglos für den Kongress.
Bei den Kongresswahlen des Jahres 1992 wurde Barlow dann aber im ersten Wahlbezirk von Kentucky in das US-Repräsentantenhaus in Washington gewählt, wo er am 3. Januar 1993 die Nachfolge von Carroll Hubbard antrat. Da er aber bereits bei den folgenden Wahlen im Jahr 1994 dem Republikaner Ed Whitfield unterlag, konnte er bis zum 3. Januar 1995 nur eine Legislaturperiode im Kongress absolvieren. In den Jahren 1998 und 2002 bewarb er sich jeweils erfolglos um eine Rückkehr in den Kongress.